# Jätkänkynttilä

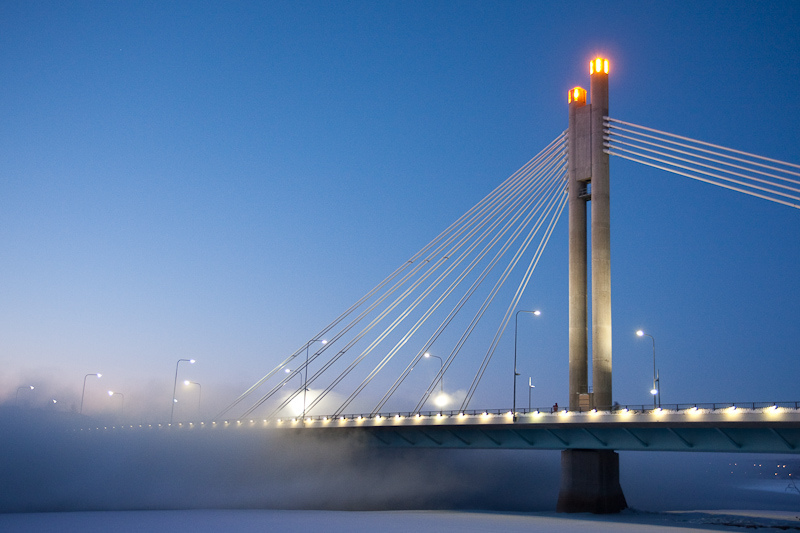
Vista del Jätkänkynttilä.

Jätkänkynttilä ("Puente de la Vela del Leñador") es un puente atirantado situado en Rovaniemi, capital de Laponia (Finlandia). Es considerado el principal icono de esta ciudad boreal.
En 1983 se convocó un concurso para diseñar el puente. El proyecto aprobado fue el presentado por la compañía finlandesa WSP y Mestra Engineering Ltd. Pero fue la empresa sueca BPA Bygg Norra AB quien construyó el puente. El Jätkänkynttilä fue construido entre 1987 y 1989. La construcción fue terminada en el verano de 1989 y fue inaugurado el 28 de septiembre de ese año. 
Su longitud total es de 320 metros y cruza el río Kemijoki. El puente rinde homenaje a los leñadores de la ciudad. En la parte superior de dos columnas hay una luz que parece la llamada "vela del leñador", un tronco cortado en dos con fuego en medio.